# Борисов Юрій Григорович
Юрій Григорович Борисов (1886, Верхівка (Бібікове), Подільська губ. — 1941) — агроном. Чоловік найменшої сестри Лесі Українки Ізидори Косач-Борисової, зять Петра Косача та Олени Пчілки.
Жертва сталінського терору.

## Життєпис
Закінчив агрономічний факультет Київського політехнічного інституту Імператора Олександра ІІ. Після закінчення працював земським агрономом у Могилеві-Подільському.
22 квітня 1912 року Юрій Борисов обвінчався з Ізидорою Косач у Благовіщенській церкві в Києві. Свідками від нареченого були Світозар Драгоманов і Григорій Борисов. Від нареченої — Петро Тесленко-Приходько та Михайло Кривинюк.
23 липня 1914 р. у Києві в подружжя народилась дочка Ольга.
Юрій учасник Першої світової війни, військовополонений українських таборів у Зальцельбаді (Австрія).
До 1925 р. був директором агрономічного технікуму в Могилеві-Подільському. З 1925 р. працював у Цукротресті (Київ).
1929 р. у київському помешканні по вул. Овруцькій, 16 (нині 6) уповноваженим Державного політичного управління УСРР Гніздовським було здійснено трус і вилучено листування родини Косачів, на той час в оселі мешкала сестра дружини Ольга Косач-Кривинюк з чоловіком Михайлом, а також 80-літня Олена Пчілка.
У жовтні 1930 р. за звинуваченням у контрреволюційній діяльності арештований і засуджений на 3 роки заслання, яке відбував у с. Житьєво Вологодської обл., де при колгоспі проводив успішні досліди з опівнічнення цукрового буряка.
У жовтні 1933 року повернувся до Києва.
Вдруге заарештований органами НКВС УРСР 1 березня 1938 р. (майже одразу після арешту дружини Ізидори) і засуджений на 5 років виправно-трудових таборів (ВТТ). Термін відбував у м. Пінеги Архангельської обл. Після того термін було продовжено ще на 8 років.
Дата і місце смерти Юрія Григоровича невідомі. Ймовірно, розстріляний у перші місяці війни 1941 р. перед евакуацією таборів на схід СРСР.